# Zoran Rožič
Zoran Rožič, slovenski slikar, pesnik in fotograf, * 1964, Slovenj Gradec.
Dolgoletni predsednik Društva koroških likovnikov - ustanovljeno leta 1977 ( Ravne na Koroškem.)
V umetniških krogih je aktiven od leta 1986.
Njegovi mentorji so bili slikarji Slavko Kores (1924-1996), Ervin Kralj (1939-2017) - risba, slikarske tehnike, Vinko Železnikar - grafične tehnike, Nives Kraševec - glina in tehnika raku, slušatelj pri Jožefu Muhoviču (ALU) - likovna teorija.
Dobitnik vidnih nagrad po ocenah strokovnih komisij; presek zadnjega obdobja :
- 1. mesto na XV. strokovnem simpoziju Mednarodna Forma Viva Makole 2017 za likovno delo Veduta Makol ; strokovna komisija - vodja Alen Kranjc
- 1. mesto na III.mednarodnem  Ex tempore Kranjcev in Korošcev Šenčur pri Kranju 2016 za likovno delo V duši poletja ; strokovna komisija - vodja Petra Vencelj
- 1.mesto na Ex tempore Podoba Ljubljane (Ljubljana, 2013) za likovno delo Ljubljana 2013, strokovna komisija  - vodja Polona Škodič
- 2.mesto Ex tempore Griže 2018 za likovno delo Jesenska veduta Griž; strokovna komisija - vodja Matija Plevnik
- nagrada v kategoriji Priznanje za kvaliteto likovnega dela na 15. Ex tempore Logatec 2019 za likovno delo Pomlad sv.Nikolaja, strokovna komisija - vodja Anamarija Stibilj Šajn
- 1.mesto na Ex tempore Kranj 2019 - zgodovinsko mesto za likovno delo Plečnikove arkade; strokovna komisija - vodja Damir Globočnik
- nagrada v kategoriji Priznanje za kvaliteto likovnega dela na IX.mednarodnem Ex tempore v starem mestnem jedru Kopra 2019
- nagrada v kategoriji Priznanje za kvaliteto likovnega dela na 16. e-Ex tempore Logatec 2020 za likovno delo Šopek anno domini MMXX, strokovna komisija - vodja Anamarija Stibilj Šajn

Izdana bibliografija, opremljena z njegovimi likovnimi deli:
- Duša slovenska,
- Poklic človek,
- Slovenija ima srce - vse tri knjige Založba Jasa, Maribor;
- V barvah utripajo bližine - Založba Fran, Celovec